# Экзотические мезоны
Экзотические мезоны — это мезоны, квантовые числа которых невозможны в кварковой модели.

## Виды экзотических мезонов
Некварковые[прояснить] модели мезонов включают:
1. экзотические мезоны, которые имеют набор квантовых чисел, невозможный в рамках кварковой модели.
2. глюоний, который состоит из одних глюонов и не содержит кварков
3. тетракварки, которые содержат две отдельные кварк-антикварковые пары
4. гибридные мезоны, которые содержат кварк-антикварковую пару и один или больше глюонов.

Все эти состояния могут быть классифицированы как мезоны, потому что они являются адронами и имеют нулевое барионное число. Глюболы должны быть ароматическими синглетами, то есть иметь нулевые изоспин, странность, очарование, прелесть и истинность. Как и остальные состояния частиц, они точно определяются квантовыми числами, которые являются простым представлением симметрии Пуанкаре, то есть JPC (где J — момент импульса, P — внутренняя чётность, C — зарядовая чётность), и массой. Также для точного определения используется изоспин I мезона.
Обычно каждый мезон в рамках кварковой модели появляется в виде SU(3) ароматического нонета — октет и ароматический синглет. Оказывается, что глюбол — дополнительная частица вне нонета. Вопреки кажущейся простоте счета определение любого полученного состояния как глюбола, тетракварка или гибридного мезона остается неясным и умозрительным даже сегодня. Даже когда существует согласие о том, что одно из нескольких состояний является одним из таких мезонов за рамками кварковой модели, степень смешивания и точная классификация связаны с неопределённостями. Также проводится значительная экспериментальная работа для определения квантовых чисел каждого состояния и проверки точности полученных результатов. В итоге все определения за рамками кварковой модели являются неопределенными и умозрительными. Ниже рассматривается подробнее ситуация на конец 2004 года.

## Предсказания моделей на решётках
Предсказания КХД на решётках для глюболов довольно устойчивы, по крайней мере, когда не учитываются виртуальные кварки. Два самых низких (по массе) состояния:
0+ + с массой 1611±163 МэВ
2+ + с массой 2232±310 МэВ
0− + и другие экзотические глюболы, как, например, 0− −, по прогнозам лежат выше 2 ГэВ. Глюболы обязательно являются изоскалярами, то есть имеют изоспин I=0.
Все гибридные мезоны основного состояния -0− +, 1− +, 1− − и 2− + — лежат немного ниже 2 ГэВ. Гибридный мезон с экзотическими квантовыми числами 1− + находится на 1.9±0.2 ГэВ. Лучшие решёточные вычисления не упоминают о смешанных мезонных состояниях, поскольку сделаны без учета виртуальных кварков.

## 0+ +состояния
Пока что выявлены пять изоскалярных резонансов:
f0(600), f0(980), f0(1370), f0(1500) и f0(1710)
Из них f0(600) обычно определяется как σ-мезон в киральных моделях. Рождение и распады f0(1710) показывают, что он по всей видимости также является мезоном.

### Кандидат на классификацию как глюбол
f0(1370) и f0(1500) не могут являться мезонами в рамках кварковой модели, поскольку один из них — дополнительная частица к мезонному нонету. Рождение состояния с большей массой в 2 фотонных реакциях, таких, как реакции 2γ → 2π или 2γ → 2K, не наблюдается. Распады также дают некоторые основания полагать, что один из них является глюболом.

### Кандидат на классификацию как тетракварк
f0(980) определяется некоторыми учеными как мезон-тетракварк вместе с I=1 состояниями a0(980) и Κ*0(800). Два долгоживущих («узких» на жаргоне спектроскопии элементарных частиц) состояния: скалярное (0++) состояние DsJ(2317)*± и векторный (1+) мезон DsJ(2460)*±, обнаруженные в CLEO и BaBar, также иногда определяются как состояния тетракварка. Однако для этих примеров возможны и другие объяснения.

## 2+ +состояния
Определенно обнаружены два изоскалярных состояния — f2(1270) и f'2(1525). Другие состояния пока обнаружены не были. Поэтому трудно сказать больше об этих состояниях.

## 1− +экзотические и другие состояния
Два изовекторных экзотических состояния π1(1400) и π1(1600) установлены точными экспериментами. Они определённо не глюболы, но могут быть тетракварками или гибридными мезонами.
0− + π(1800), 1− − ρ(1900) и 2− + η2<(1870) — довольно хорошо определённые состояния, которые иногда классифицируются предположительно как гибридные мезоны. Если такая классификация верна, то она хорошо согласуется с решёточными вычислениями, которые поместили несколько гибридных мезонов в этот диапазон масс.